# Isra Girgrah
Isra Girgrah est une boxeuse américano-yéménite née le 16 septembre 1971 à Aden, dans le sud du Yémen. 

## Famille et enfance
La famille Girgrah appartient à l'aristocratie yéménite de la ville d'Aden, plus particulièrement de la région d'Al Bayda. En 1974, alors qu'elle n'a que 3 ans, Isra émigre au Canada avec sa famille. Au lycée, athlète multi sport, elle brille aussi bien au football qu'au volleyball. C'est en 1994 qu'elle se révèle en tant que boxeuse. Tombée amoureuse de ce sport après un an d'entrainement, elle le reprend après son diplôme universitaire et son déménagement à Atlanta aux États-Unis. 

## Carrière
Bien que citoyenne américaine, le numéro d'identification de boxe d'Isra Girgrah dans le monde est MD040035, ce qui désigne le Moyen-Orient. Isra Girgrah et Naseem Hamed sont les deux seuls champions du monde de boxe arabe d’origine yéménite. Contrairement à l'Égypte, au Maroc et à plusieurs autres pays arabes, le Yémen ne bénéficie pas d'une visibilité internationale dans le domaine sportif. Cependant, par leur intermédiaire, le Yémen a suscité un intérêt mondial autour de ses talents émergents. 
Ses débuts en boxe professionnelle ont eu lieu le 14 février 1995 en Louisiane. Elle a été battue par la future championne du monde, Deirdre Gogarty, par KO en trois rounds. Le 2 novembre, elle remporte sa première victoire en six reprises contre Melinda Robinson, également future championne du monde, à Austin, au Texas. 
Le 19 janvier 1996, Girgrah enregistre sa première victoire avant la limite en battant Amy Sherald au premier round à Philadelphie, en Pennsylvanie. Ses victoires sur Robinson et Sherrald marquent le début d'une série de six victoires, incluant une nouvelle victoire sur Robinson par décision unanime en six rounds le 22 février 1996 à Corpus Christi, au Texas. 
La série s’arrête lorsqu'elle fait face à Andrea DeShong le 6 octobre de la même année. Elle et DeShong s'affrontent à Washington, DC et font match nul en quatre rounds. Après cela, elle bat Norma Mosley au deuxième round quinze jours plus tard pour entamer une série de trois victoires contre Bethany Payne et une revanche contre Tennile Davis. 
Isra Girgrah affronte ensuite Christy Martin lors d’un match télévisé comprenant les combats Trinidad - Waters et López - Sánchez. Elle perd contre Martin aux points en huit rounds. Malgré cette défaite, elle est tout de même encensée par la presse sportive pour sa défense contre la championne du monde en titre WBC. 
Le 11 avril 1998, elle rebondit lors de son premier combat pour un titre en battant Andrea Buchanan en trois rounds à Columbia, en Caroline du Sud. Vient ensuite une revanche contre Bethany Payne qu'Isra Girgrah remporte en sept rounds le 20 novembre à Stone Mountain, en Géorgie. 
Après une victoire supplémentaire, elle est battue le 23 octobre 1999 par Marischa Sjauw à Las Vegas aux points en quatre reprises. Le 16 février 2000, elle affronte la célèbre Britt Van Buskirk à Miami. Les deux boxeuses font match nul. Isra Girgrah combat Melinda Robinson pour la troisième fois le 12 juillet à Woodlawn, Maryland. Elle emporte sa troisième victoire consécutive par décision unanime en six rounds. Le 16 septembre, elle bat Susan Mullet également par décision unanime en six rounds à Atlantic City, dans le New Jersey.
Le 12 janvier 2001, elle et Mullet s’affrontent lors d'un nouveau combat remporté au quatrième round par Isra qui devient la première femme du Moyen-Orient à s'emparer d'un titre international en devenant championne UBA des poids super-plumes. Après une quatrième victoire sur Robinson, elle rencontre Snodene Blackeney le 1er juin à Atlantic City pour unifier son titre UBA avec la ceinture WIBF.  Elle l'emporte aux points par décision unanime en dix rounds. 
Isra Girgrah remporte ses trois combats suivants mais ne remet pas en jeu son titre WIBF, ce qui lui vaudra d'être déchue. Elle remporte néanmoins trois autres combats sans titre en jeu, qui incluent une victoire aux points le 28 février 2002 en dix reprises contre Tracy Byrd à Baltimore. Après ces victoires, elle rencontre Michele Nielsen le 24 août suivant et récupère son titre par une victoire en dix reprises à Atlantic City. 
Isra poursuit sa carrière avec une série de combats sans remettre son titre en jeu, ce qui la conduit à perdre à nouveau ses ceintures UBA et WIBF. Parmi les autres boxeuses qu’elle a battues figurent la Mexicaine Laura Serrano (à l'issue de huit rounds le 18 avril 2003 à Lemoore, en Californie), et Melissa Del Valle de Porto Rico (dominée en huit rounds le 6 septembre de la même année à Washington, DC). 
Après la victoire contre Del Valle, Girgrah affronte Jo Wyman le 13 décembre 2013 pour le titre vacant de championne du monde IFBA des super-plumes, titre qu'elle remporte en 10 reprises à Washington. Le 27 mars 2004, elle combat une quatrième fois Carla Witherspoon, qu'elle bat (pour la quatrième fois) par décision à six reprises à l'unanimité des juges à Washington. Ce combat est le dernier de sa carrière professionnelle. 

## Référence
1. ↑  (en) Biographie sur le site womenboxing.com